# Glenn Seaborg
Glenn Theodore Seaborg (19. dubna 1912 Ishpeming – 25. února 1999 Lafayette) byl americký jaderný chemik. Za objevy transuranů získal spolu s Edwinem Mattisonem McMillanem roku 1951 Nobelovu cenu (byl objevitelem všech transuranů až do čísla 102). V otázkách vědy a výchovy radil devíti americkým prezidentům.
Ještě za jeho života byl po něm pojmenován chemický prvek s protonovým číslem 106 – seaborgium.